# 错那繁缕
错那繁缕（学名：Stellaria decumbens var. arenarioides）为石竹科繁缕属下的一个变种。